# Tymofij Mylovanov
Tymofij Serhijovyč Mylovanov (ukrajinsky Тимофій Сергійович Милованов; * 18. března 1975, Kyjev) je ukrajinský ekonom a politik. V letech 2019–2020 byl ministrem hospodářského rozvoje, obchodu a zemědělství Ukrajiny ve vládě Oleksije Hončaruka. Z funkce odešel spolu s celým kabinetem v březnu 2020. Po svém angažmá v Hončarukově vládě se stal prezidentem Kyjevské školy ekonomiky. Je rovněž členem Národní rady obnovy Ukrajiny, poradního orgánu prezidenta Volodymyra Zelenského.